# Cupid Entangled
Cupid Entangled è un cortometraggio muto del 1915 diretto da Walter V. Coyle (come Walter Coyle). Il film, prodotto dalla Biograph, aveva come interpreti Claire McDowell, Alan Hale, Vola Vale e Victor Rodman.

## Produzione
Il film fu prodotto dalla Biograph Company.

## Distribuzione
Distribuito dalla General Film Company, il film - un cortometraggio in una bobina (della durata di circa dieci minuti) - uscì nelle sale cinematografiche statunitensi il 16 dicembre 1915. Non si conoscono copie ancora esistenti della pellicola che viene considerata presumibilmente perduta